# Beautiful Maria of My Soul
Beautiful Maria of My Soul ist ein Filmsong aus dem Film Mambo Kings von Arne Glimcher aus dem Jahr 1992.

## Hintergrund
Beautiful Maria of My Soul wurde 1992 von Arne Glimcher und Robert Kraft für den Musikfilm Mambo Kings geschrieben. Im Film sind zwei Versionen des Songs zu finden: die englischsprachige Originalversion von Los Lobos und eine spanischsprachige, bei denen die „Mambo All-Stars“ um Ricardo Gonzales als Interpreten angegeben sind. Den Gesang bei der spanischsprachigen Version Bella María de mi alma,  die auch im Film gesungen wird, übernahm Antonio Banderas. Banderas spielt im Film  in einer Hauptrolle Nestor Castillo, einen der beiden Brüder, die aus Kuba in die Vereinigten Staaten flohen. 
Beide Versionen erschienen auf einer Single sowie dem zugehörigen Soundtrack-Album, die beide von Elektra Records herausgegeben wurden.

## Oscar-Nominierung
Der Film wurde bei der Oscarverleihung 1993 als Bester Song nominiert, verlor jedoch gegen A Whole New World aus Aladdin. Antonio Banderas weigerte sich, das Lied bei der Oscarverleihung zu singen und übergab an den Tenor Plácido Domingo, der damit der erste Spanier wurde, der bei einer Oscarverleihung als Sänger auftreten durfte. Mit ihm auf der Bühne stand Sheila E. als Schlagzeugerin.
Der Song war neben der Komposition Mambo Caliente im selben Jahr zudem bei den Grammys nominiert.

## Literarische Fortsetzung
Oscar Hijuelos, der die Romanvorlage zu Mambo Kings schrieb, veröffentlichte 2010 einen gleichnamigen Roman, der die Hintergrundgeschichte von Maria, der Frau aus dem Song, aufgreift und das Leben von Maria beleuchtet, nachdem sie sich von ihrem Geliebten getrennt hat.